# 問界・M5
問界・M5（中:问界M5、英:Wenjie M5）は、AITOから販売されたPHEVのミドルサイズSUVである。
なお、AITO M5やHUAWEI M5などと呼ばれることもあるが、これは正確な表記ではない。

## 歴史
AITOブランドとして初めて発表された自動車。
2021年12月23日、大手通信機器メーカーであるファーウェイの冬季発表会において、スマートフォンなどの他製品と共に発表された。

## 仕様
この車種は、レンジエクステンダーやPHEVに分類される。

### 動力
二駆標準版、四駆スポーツ版、四駆フラグシップ版の3つのグレードがあり、二駆標準版と四駆フラグシップ版は200kW、四駆スポーツ版は150kWのファーウェイ製DriveONEモーターをリアに搭載する。また、四駆スポーツ版、四駆フラグシップ版はともに165kWの誘導モーターをフロントに搭載する。
バッテリーは40kWhの三元リチウムイオン電池。20%から80%までの充電に、急速充電で0.75時間、200Vでのフル充電には5時間かかる。WLTC航続距離は1242km、電気のみのWLTC航続距離は150kmとなっている。
また、フロントに1.5Lの4気筒ガソリンエンジンも搭載しており、ガソリンタンクの容量は56リットルとなっている。ただし、ガソリンエンジンは電気モーターのレンジエクステンダーであり、車輪を直接動かすものではない。

### 装備

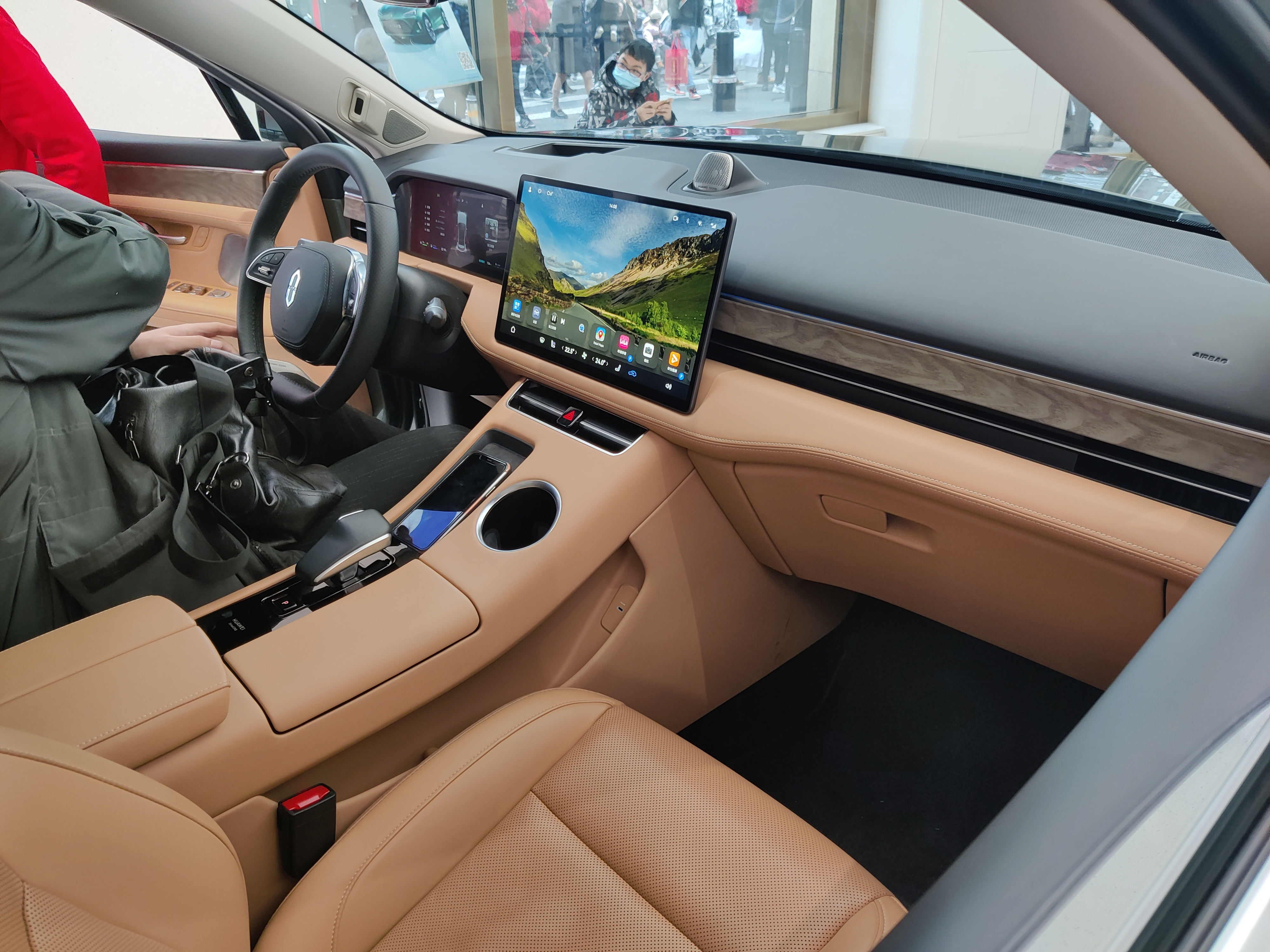
ダッシュボード周り

インテリアはシンプルなものとなっており、中央に15.6インチのメインディスプレイ、デジタルメーターとして10.25インチのディスプレイを備える。
インフォテイメントシステムはHarmonyOSで動作し、HiSilicon社製Kirin990Aプロセッサを搭載している。
スピーカーは計19個搭載されており、HUAWEI SOUNDに対応しているほか、
搭載されているUSB Type-Cポートや無線充電チャージャーはHUAWEI SuperChargeに対応しており、対応製品ではそれぞれ66W、40Wの急速充電を利用できる。
また、ファーウェイ製スマートフォンやHUAWEI WATCHなどからドアロック解除やエアコンなどの操作が可能であるほか、顔認証で運転者を識別し、ハンドルロック解除や座席の調整、システムのアカウント切り替えなどを行う。
車載カメラはドライブレコーダーを兼ねており、他にもQRコードを用いた駐車場、ガソリンスタンド・充電ステーションなどの支払いやビデオ通話を行う事ができる。
また、自動運転レベル2+に値する先進運転支援システムを搭載している。

### 価格
二駆標準版は25万元、四駆スポーツ版は28万元、四駆フラグシップ版は32万元からとなっており、他に6000元でヘッドアップディスプレイ(HUD)を追加できる。

## 販売
販売はファーウェイの店舗、AITOの店舗、Vmallや京東などのインターネット通販などにより行われる。
2021年12月23日の発表後、4日で予約台数は6500台に到達した。
納車は2022年3月以降とされている。
競合車として理想ONEや嵐図Freeが挙げられる。

## ギャラリー

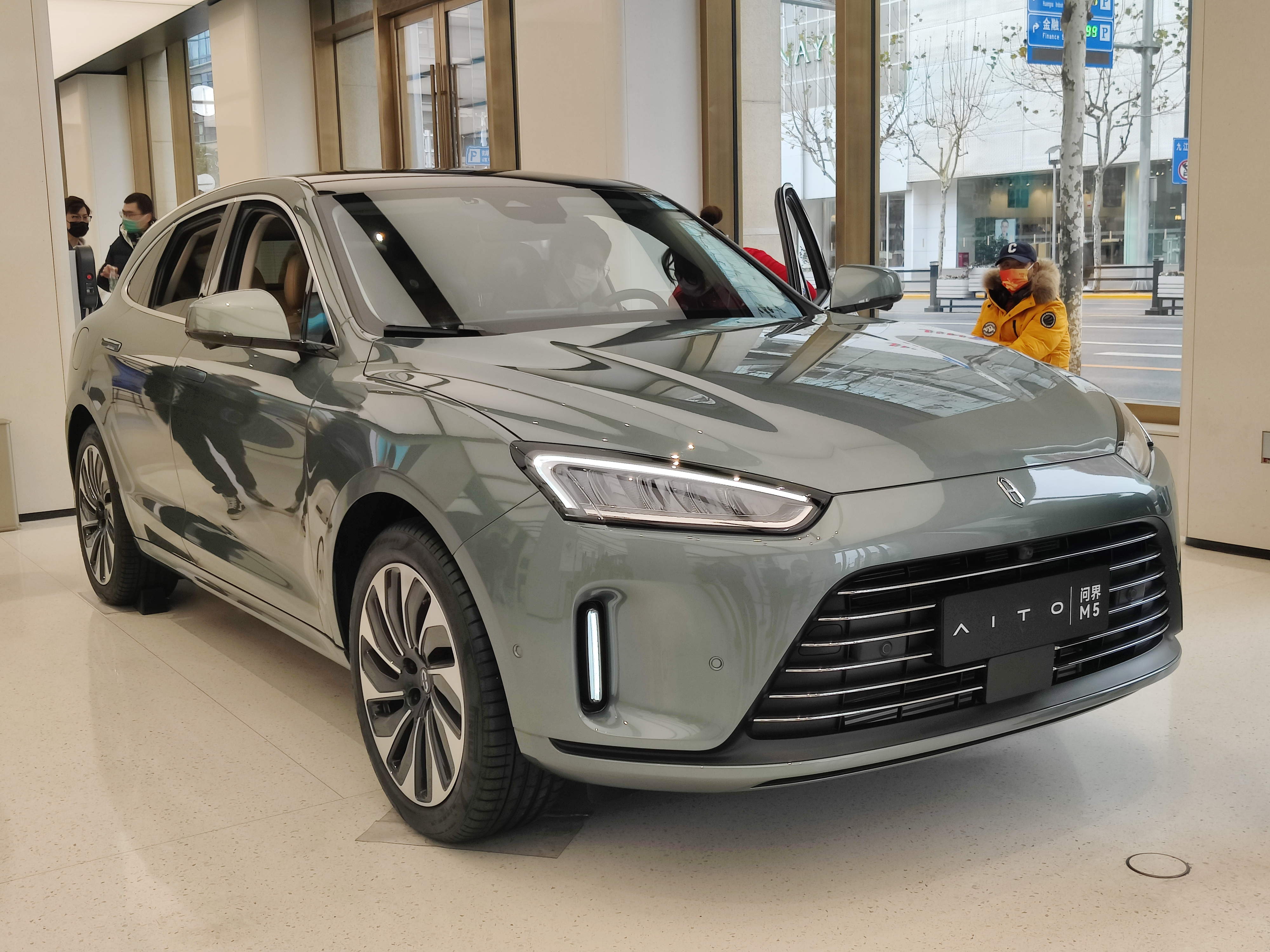
前面(グリーン)
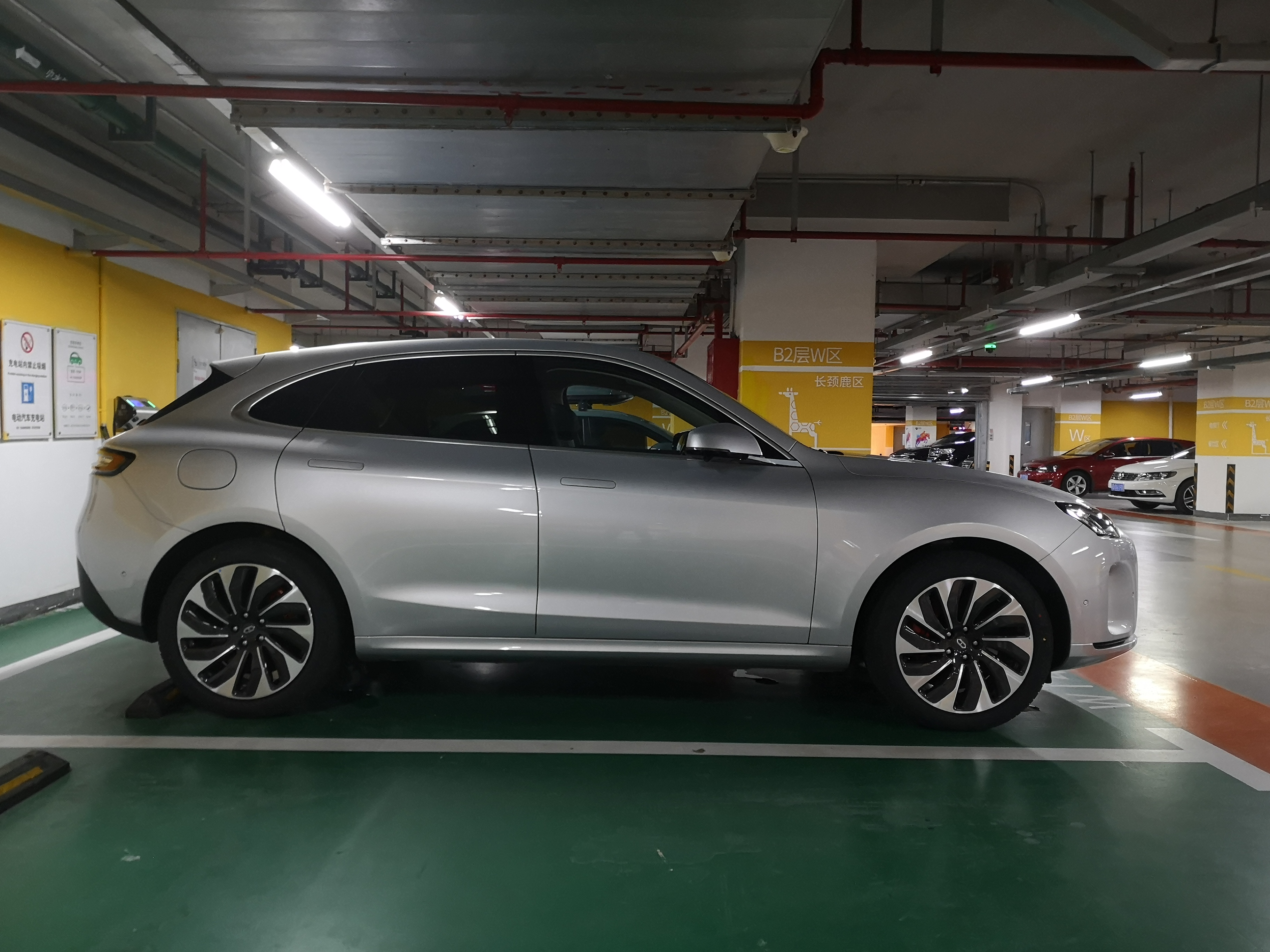
側面
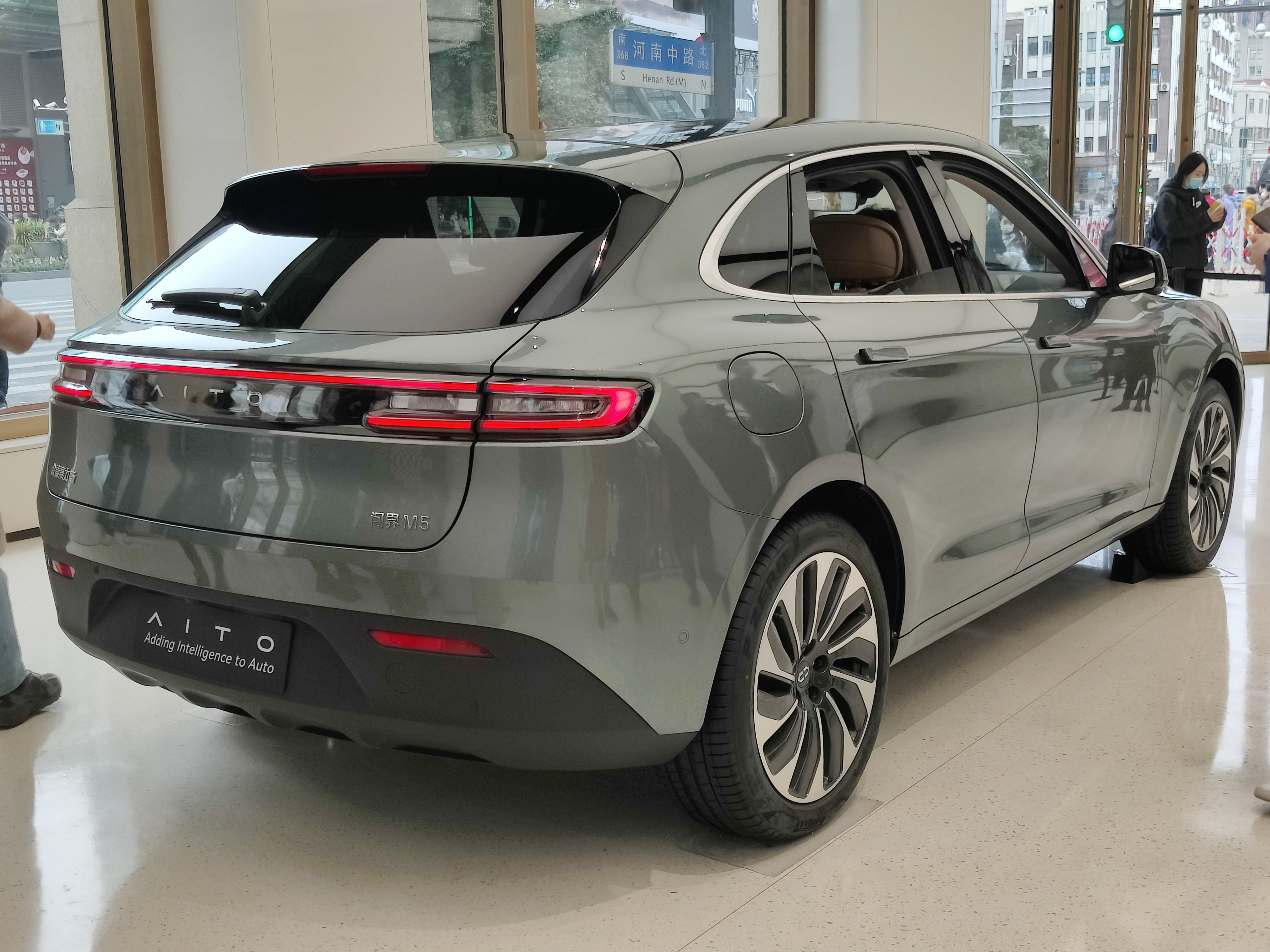
後面
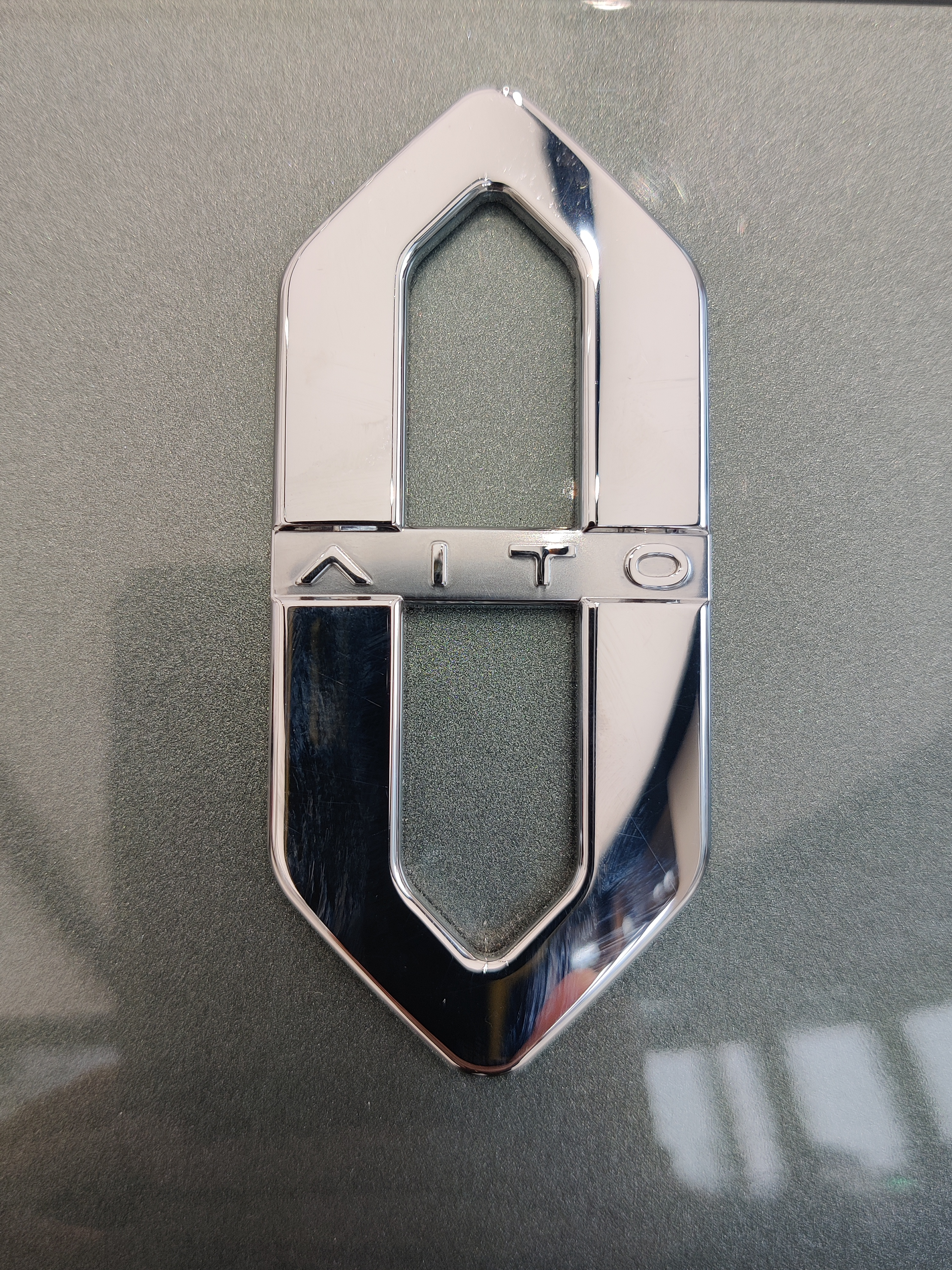
AITOロゴ
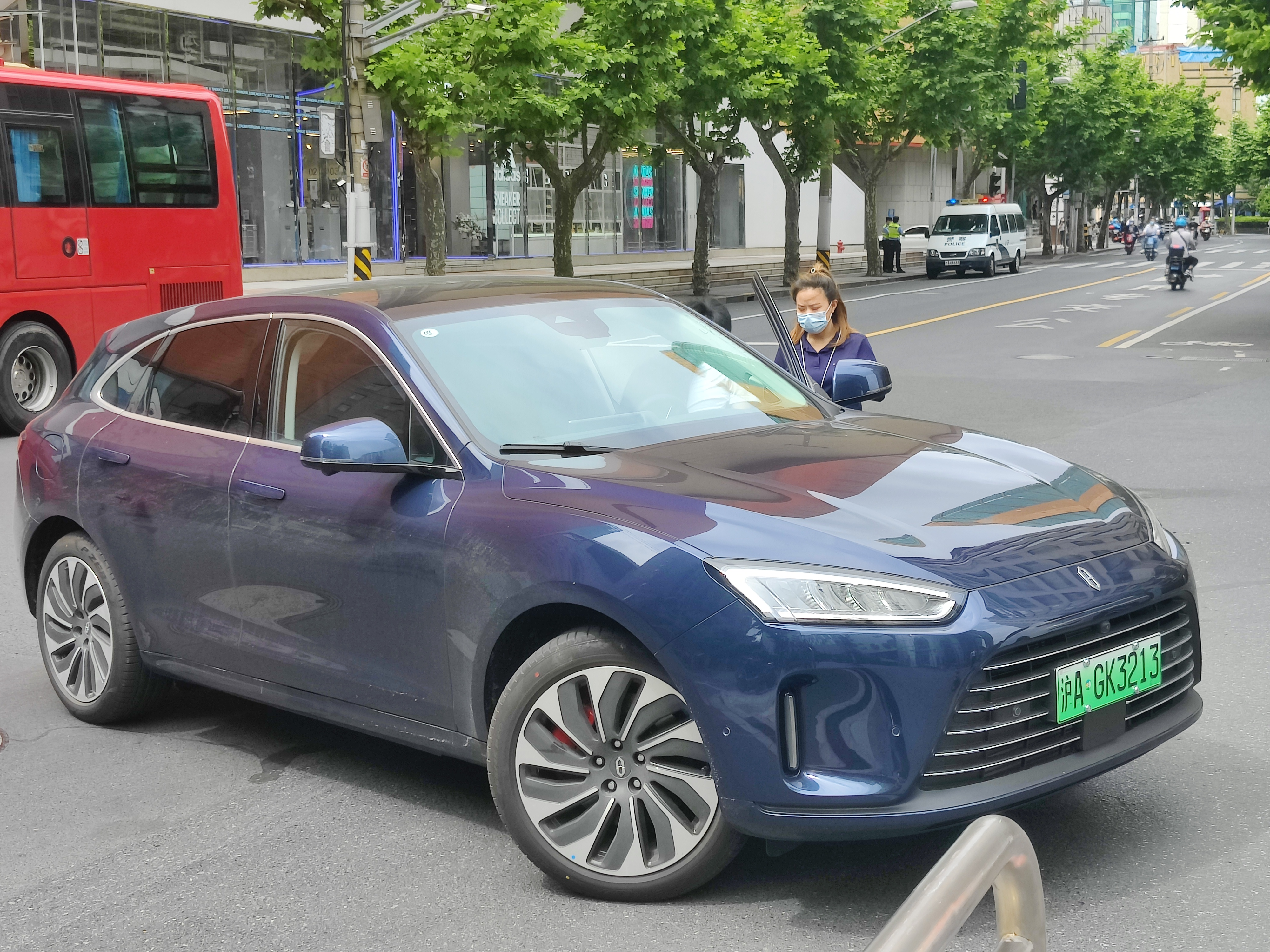
前面(ブルー)